# Landsknecht

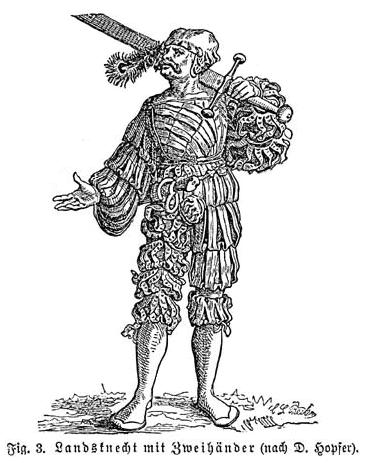
Một Landsknecht cùng với chiếc Zweihänder

Landsknechte (Số nhiều tiếng Đức, số ít là Landsknecht) là một lực lượng đánh thuê người Đức xuất hiện từ thế kỷ 15 đến 16, vũ khí chính là cây thương hoặc kiếm Zweihänder. Mặc dù quân lính trong đế quốc La Mã Thần thánh dân tộc Đức ban đầu chủ yếu được tuyển dụng làm lính đánh thuê cho triều đình Habsburg nhưng họ vẫn chiến đấu cho một số Tuyển hầu tước khác.